# Gravenkasteel (Moeskroen)

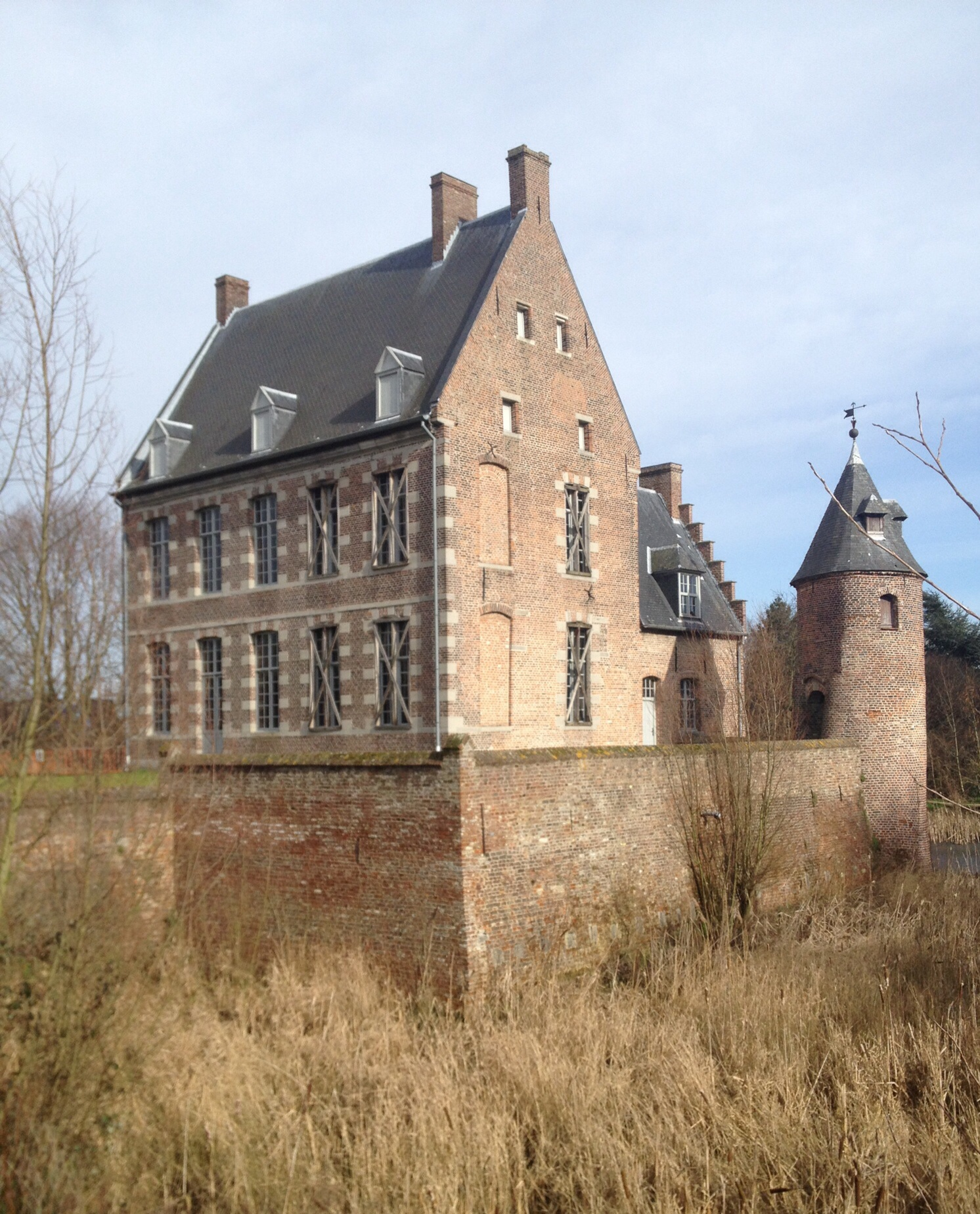
Gravenkasteel

Het Gravenkasteel (Frans: Château des Comtes) is een kasteel in de plaats Moeskroen in de Belgische provincie Henegouwen. Het kasteel is gelegen aan De Heren van Moeskroenlaan 1.

## Geschiedenis
Een vroeger kasteel werd in de 13e eeuw bewoond door Roger van Moeskroen, die daar zijn burcht bezat op de plaats La Castellerie. Voor 1359 werd een nieuw kasteel gebouwd op de huidige plaats, waar de familie Ramée zich vestigde. In 1430 viel de heerlijkheid weer onder de Graven van Vlaanderen en werd het kasteel de zetel van die heerlijkheid. In de 1e helft van de 16e eeuw werd een woongedeelte aan de donjon gebouwd en tot in de 17e eeuw werd een en ander nog uitgebreid, waarschijnlijk in opdracht van Ferdinand De Liedekerke. Tussen 1740 en 1760 werd het woongedeelte in opdracht van Engelbert D'Ennetières aangepast aan de smaak van zijn tijd, waarbij de voorgevel een classicistische uitstraling kreeg in Doornikse stijl, en het interieur in Lodewijk XV-stijl werd ingericht.
Hierna volgde een periode van verwaarlozing: de grachten werden in 1775 gedempt en in 1801 werd de oude donjon gesloopt.
Tijdens de 19e eeuw was het kasteel in bezit van de familie D'Oultremont, welke het in 1898 verkocht aan de familie Six-Glorieux. Deze ging het als landbouwbedrijf uitbaten. In het voormalig koetshuis kwam een brouwerij en in 1900 werd zelfs een windmotor op het terrein geïnstalleerd ten behoeve van deze brouwerij. Tot 1961 bleef het landbouwbedrijf bestaan, maar in dat jaar werd het domein aangekocht door de stad Moeskroen. In 1965 werd de windmotor verwijderd. Van 1977-1979 vonden er restauratiewerkzaamheden plaats. De grachten werden hersteld. In de bijgebouwen kwam een museum, gewijd aan de illustrator Marcel Marlier.

## Domein
Het omgrachte domein wordt via een brug betreden. Links zijn de voormalige dienstgebouwen en rechts is het woongedeelte, dat omgeven wordt door een borstwering. Het woongedeelte is een steil gebouw van twee verdiepingen, geflankeerd door een traptoren. Binnen de borstwering bevindt zich nog een ronde toren. De voorgevel heeft een 18e-eeuwse uitstraling.